# Западен блок
Западен блок или капиталистически блок по време на Студената война означава държавите съюзници на САЩ и НАТО във всеобщото противопоставяне на страните от Източния блок - СССР и неговите съюзници. Употребата на термина не е популярна сред самите страни от Западния блок, където правителството и пресата предпочитат термина свободен свят (на английски: Free World)  или  Западен свят. Западна Европа се отнася до демократичните страни в Европа по време на Студената война, но понятието все още се използва в медиите.